# 33 квадратних метри
«33 квадратних метри» (рос. 33 квадратных метра) — російський комедійний телесеріал «О.С.П.-студії», створений сценаристами Василем Антоновим, Олександром Толоконниковим, Олександром Бачило, Дмитром Звєрьковим, Максимом Туханіним, Іваном Філіпповим.

## Сюжет
У серіалі показано життя сім'ї Звєздунових. Назва серіалу походить від метражу стандартної площі однокімнатної квартири у панельному будинку, в якому живе сім'я.

## Місця дії
- У серіалі в більшості серій дії відбуваються на дачі і у квартирі Звєздунових, а також у сусідній квартирі, в якій живе друг сім'ї Михайло.
  - Але в серіях «Маніяк біля узбіччя» і «Знахідка для шпигуна» основна дія відбувається в лісі.
- Також у серії «Малюк і його Ко ч1» є сцени в театрі.
- У серії «Психоаналітик ч1» дія відбувається у лікарні, сцени у квартирі Звєздунових показані у флешбеках (спогадах Тетяни), крім фінальної сцени.
- У серії «Акула пера» дія відбувається у телецентрі.
- У серії «Клуб какаду» основним місцем дії є нічний клуб.

## Актори і ролі

### Родина Звєздунових і їх родичі
- Сергій Геннадійович Звєздунов (Сергій Білоголовцев) — сорокарічний голова родини, інженер-мостобудівник. У родині — великий деспот. Володіє досить оптимістичним характером — навіть у досить скрутних ситуаціях намагається не втрачати почуття гумору і власної гідності. Дурний, жадібний.
- Тетяна Юріївна Звєздунова (Тетяна Лазарєва) — дружина Сергія, домогосподарка. Добра, але при цьому велика істеричка. Часто лає чоловіка; при цьому дуже любить і оберігає сина (хоча іноді робить йому зауваження).
- Клара Захарівна (Павло Кабанов) — теща Сергія. Народилася у селі під Вязьмою у родині робітника та селянки (хоча згодом видавала себе за графиню). Говорить з легким українським акцентом. Після продажу квартири і невдалого вкладення коштів у «Чара-банк» була змушена переїхати із Цілинограда до дочки, у московську квартиру Звєздунових (під приводом «пожити на тиждень», але залишається там назавжди, потім Тетяна переписує квартиру на неї). До пенсії працювала завскладом. Постійно конфліктує із зятем. Один з мотивів серіалу — конфлікти Сергія Геннадійовича і Клари Захарівни.
- Андрій (Синулька) Звєздунов (Андрій Бочаров) — син Сергія і Тані, «велика дитина», двієчник в школі. Досить ледачий, боязкий і недалекий (хоча в деяких випадках буває досить кмітливий і демонструє знання у деяких областях). Не дуже любить і побоюється батька, оскільки часто отримує від нього ременя. У серіалі «Поза рідних квадратних метрів» поступає в інститут.
- Дідусь, Василь Анатолійович (Василь Антонов) — п'ятий чоловік Клари Захарівни, присутній тільки у нульовому та першому сезонах, місцями схожий на дружину Клару. Тесть Сергія. У четвертому сезоні згадується, що дідусь поїхав працювати на північний полюс синоптиком.
- Микола (Олег Комаров) — двоюрідний брат Сергія, присутній тільки в третьому сезоні. Молодший лейтенант з Челябінська, після звільнення приїхав пожити до брата.
- Світла (Анна Цуканова) — позашлюбна дочка Сергія, присутня тільки у четвертому сезоні. Народилася у Барнаулі 1 квітня 1988 року.
- Михайло (Михайло Шац) — присутній майже у всіх серіях, грає різних персонажів, в основному сусіда родини Звєздунових.
- Михайло Юрійович Булгаков (Михайло Шац) — п'ятиюрідний брат Тетяни, присутній у серії «Рідна кров» (1999). Письменник, живе в Угорщині.
- Ірена Сульцман (Людмила Артем'єва) — однокласниця Тетяни. Присутня тільки у 4-му сезоні у серії «Подруга молодості».

## Список серій
Нумерація сезонів і назви серій наведені по виданим на відеокасетах збірниками. Нульовий сезон являє собою видані окремі уривки з передач О.С.П.-студії.
| 1996 — 1997 — Нульовий сезон (Приквел) |
| --- |
| Ці серії були показані у програмі О. С. П.-студія: 1. «Наречена Іра» 2. «Змащуємо… двері» 3. «Перестановка холодильника» 4. «Дільничний лікар» 5. «Ах, ці шкільні уроки!» 6. «Романтичне побачення» 7. «Армійські байки (23 лютого)» 8. «Приїзд дівера» 9. «Вітаємо з 8-м березня» 10. «Андрійко їде в табір… піонерський!» 11. «Поїздка на Багами» 12. «По різні сторони барикад» 13. «Статеве виховання» 14. «Приїзд подруги» 15. «Проблеми генерального прибирання» 16. Збори на Кіпр 17. Як зловити щура 18. Після Нового року 19. Перше травня 20. Папа їде в Англію 21. Тато повернувся з Англії 22. Котлети і лижна мазь 23. Андрія побили 24. Розлучення як у Санта Барбарі 25. Кросворд і комп'ютер 26. Грабуємо банк 27. Карти і куди поїхати у відпустку 28. Я тебе люблю |

| 1997 — 1998 — Перший сезон (Дачні історії) |
| --- |
| 1. «Про „Тимура і його каманду“» 2. «Про те, як тато будував паркан» 3. «Про любов» 4. «Про полуницю» 5. «Про рибалку» 6. «Про зарядку» 7. «Про корт і маракуйю» 8. «Про президента» 9. Салат з горіхами |

| 1999 — 2000 — Другий сезон |
| --- |
| Сезон проходить у місті, у двокімнатній квартирі (33 квадратних метра), а також на дачі. Причому зйомки проводилися не на оригінальній дачі першого сезону (будинок № 27 по вулиці Леніна, коричневого кольору, що розташований біля Казанської), а на двох абсолютно несхожих інших (будинок сірого кольору з верандою та віконницями у 1999 р. і будинок синього кольору зовсім іншої архітектури у 2000 р). Всього вийшло 28 серій цього сезону, але доступно 26. У акторський колектив вливається Михайло Шац. То він — лікар швидкої допомоги, то — сусід по дачі, то — сусід по сходовому майданчику. У серії «Бережи автомобіля» бере участь Валдіс Пельш, який грає сам себе і пародіює телешоу «Вгадай мелодію». У серії «Малюк і його Ко» бере участь Отар Кушанашвілі. У останній серії сезону (спеціальний новорічний випуск) з'являються зірки, які грають самих себе: Володимир Жириновський, група «Стрелки», Іван Усачов, Філіп Кіркоров. 1. «Візит доктора» 2. «Космічний вовк» 3. «Літній призов» 4. «Рекет» 5. «Рідна кров» 6. «Рибалка-спортсмен» 7. «Курортний роман» 8. «Маніяк біля узбіччя» 9. «Знахідка для шпигуна» 10. «Гамлет, принц дачний» 11. «Джентльмени у дачі» 12. «Купіть дідуся» 13. «Секунданти вирішують все» 14. «Оглядини» 15. «Собака Звєздунових» 16. «Один день Івана Денисовича» 17. «Бережи автомобіля!» 18. «Батько нареченої», 1-ша частина 19. «Батько нареченої», 2-га частина 20. «Наїзд» 21. «Малюк і його К°», 1-ша частина 22. «Малюк і його К°», 2-га частина 23. «Репетитор» 24. «Психоаналітик», 1-ша частина 25. «Психоаналітик», 2-га частина 26. «Новорічна ялинка Звєздунових» 27. «Нафтова лихоманка», 1-ша частина 28. «Нафтова лихоманка», 2-га частина |

| 2003 — Третій сезон |
| --- |
| Знову вся дія відбувається на дачі. Доступні 7 серій (ефір — з 6 по 14 жовтня 2003 року). У цьому сезоні Андрій не з'являється, зате до родини Звєздунових несподівано приїжджає двоюрідний брат Сергія Геннадійовича, Микола (Олег Комаров), який звільнився з армії. 1. «Повернення Бармалея» 2. «Листоноша стукає двічі» 3. «Припіднята цілина» 4. «Одруження Миколи» 5. «Ходіння по лісі» 6. «Пікова бабка» 7. «Працевлаштування» |

| 2004 — Четвертий сезон |
| --- |
| Доступні 30 серій (ефір — з 5 травня по 17 червня 2004 року). Даний сезон різко відрізняється від «класичних», так як є ситкомом. Підрослий Андрійко поступає до технікума (тут серіал перегукується зі своїм відгалуженням «Поза рідних квадратних метрів»), намагається оволодіти новою професією, займається бізнесом і ходить по нічних клубах, а у Сергія Геннадійовича несподівано з'являється дочка Світла (Анна Цуканова). У серіалі також брали участь Валдіс Пельш, причому другий раз, Олександр Цекало, Сосо Павліашвілі, Іван Ургант і Єгор Титов. 1. «Акула пера» 2. «Амнезія» 3. «Любов ненавмисно як прийде» 4. «Клуб „Какаду“» 5. «Знайомство з батьками» 6. «Помилковий виклик» 7. «Генеральна загроза» 8. «У тихому болоті» 9. «Гени не брешуть» 10. «Бізнес Андрійка» 11. «Хочеш схуднути -запитай…» 12. «Опіум для народу» 13. «Бідний сантехнік» 14. «Подруга молодості» 15. «Самофінансування» 16. «Московський бранець» 17. «Індіана Ганс» 18. «Мішок» 19. «Музичний ринг» 20. «Вибори управдома» 21. «Чарівна сила мистецтва» 22. «Вішалка починається з театру» 23. «Ати-бати, йшли солдати» 24. «Піддослідна свинка» 25. «Страусине яйце» 26. «Привіт, я ваша тітка!» 27. «Йдучи — йди» 28. «Заморські гості» 29. «Зигзаг удачі» 30. «Вперед, Росія!» |

## Трансляція
Росія
- 1996 — ТВ-6
- 2002 — СТС

Україна
| Телеканал | Повтори   |
| --------- | --------- |
|           | 2002—2004 |
|           | 2004—2005 |
|           | 2004—2006 |
|           | 2008—2009 |
|           | 2013      |

## Відгалуження
- «Поза рідних квадратних метрів» — серіал, що оповідає тільки про Синка, про його життя в «Урюпінському інституті міжнародних відносин», і про його нових друзів-студентів: колишнього зв'язківця Петі Шмакова і Олі Чебурекової. Також була випущена гра «33 квадратних метра: війна з сусідами».